# Guennadi Korban
Guennadi Korban (Saratov, Unión Soviética, 9 de febrero de 1949) es un deportista soviético retirado especialista en lucha grecorromana donde llegó a ser campeón olímpico en Moscú 1980.

## Carrera deportiva
En los Juegos Olímpicos de 1980 celebrados en Moscú ganó la medalla de oro en lucha grecorromana de pesos de hasta 82 kg, por delante del luchador polaco Jan Dołgowicz (plata) y del búlgaro Pavel Pavlov (bronce).